# 용당항
용당항은 제주특별자치도 제주시 한경면 용당리에 위치한 어항이다. 2004년 9월 23일 어촌정주어항으로 지정되었다. 관리청은 제주시, 시설관리자는 제주시장이다.

## 어항 연혁
설촌 년대는 지명으로부터 400여년 전 서기 1600년 이조 15대 광해군 때 본리 남쪽 500m 지점인 속칭 '산밭승물'이라는 곳에 7호가 살기 시작했는데 이들은 바구니를 짜는 대나무를 심고 살았으며 지금에도 지적상에 옛 집터 모양의 밭과 대밭 및 집 울타리인 잣담 등의 흔적이 남아있다.

## 어항 구역
- 수역: 40,800m2[1]

## 어항 시설
1994년 방파제 46m축조를 시작으로 현재까지 방파제 46m, 선착장 67m가 축조되어 있다.